# نیرونه
نیرونه (به ایتالیایی: Neirone) یک کومونه در ایتالیا است که در استان جنوا واقع شده‌است. نیرونه ۲۹٫۶ کیلومتر مربع مساحت و ۹۷۷ نفر جمعیت دارد و ۳۵۰ متر بالاتر از سطح دریا واقع شده‌است.